# Fire and Ice (singel Pat Benatar)
Fire and Ice – piosenka rockowa Pat Benatar, wydana w 1981 roku jako singel promujący album Precious Time.

## Charakterystyka
Podmiot liryczny zarzuca kochankowi, że ten, chcąc zdobyć dziewczynę, jest gorący, a później staje się zimny jak lód. Tę piosenkę Benatar napisała z Tomem Kellym oraz gitarzystą Scottem Sheetsem, chociaż zwykle w procesie tworzenia piosenek uczestniczyli Benatar, Sheets i Neil Giraldo. Do piosenki zrealizowano teledysk w reżyserii Keitha MacMillana. W tym samym czasie nakręcono klipy do „Fire and Ice” i innej piosenki Benatar, „Promises in the Dark”.

## Odbiór i covery
„Record World” docenił piosenkę za brzmienie gitarowe i wokal.
Piosenka wygrała w 1982 roku nagrodę Grammy w kategorii Best Female Rock Vocal Performance. Utwór zajął także drugie miejsce na liście Mainstream Rock, siedemnaste na liście Hot 100 oraz 22. w Nowej Zelandii.
W 2003 roku cover utworu nagrał zespół Rasputina.